# جاكلين كاتز
جاكلين ماريون كاتز عالمة ميكروبيولوجي أسترالية أمريكية تعمل نائبة مدير قسم الإنفلونزا في المركز الوطني للتحصين وأمراض الجهاز التنفسي .

## التعليم
حصلت كاتز على درجة بكالوريوس العلوم في علم الأحياء الدقيقة والكيمياء الحيوية ودرجة الدكتوراه في علم الأحياء الدقيقة من جامعة ملبورن . كان عنوان أطروحتها عام 1985 هو استجابة الخلايا التائية لفيروس الإنفلونزا في الفأر .  أكملت تدريب ما بعد الدكتوراه في علم فيروسات الإنفلونزا. 

## الوظيفي والبحث
عملت كاتز كعضو مساعد في قسم علم الفيروسات والبيولوجيا الجزيئية في مستشفى سانت جود لبحوث الأطفال في ممفيس بولاية تينيسي، وكانت في نفس الوقت أستاذًا مساعدًا في جامعة تينيسي وممفيس من 1990 إلى 1992.  انضمت كاتز إلى مراكز السيطرة على الأمراض والوقاية منها في عام 1992 كرئيس لقسم المناعة والأمراض الفيروسية في فرع الإنفلونزا ضمن قسم الأمراض الفيروسية والريكتسية. 
تم تعيين كاتز رئيسةً لفرع علم المناعة والمرض بقسم الإنفلونزا بمركز السيطرة على الأمراض في عام 2006، وتحت قيادتها أجرى الفرع بحثًا حول التسبب في المرض والمناعة وانتقال فيروسات الإنفلونزا الموسمية والوبائية الجديدة وحصلت على جائزة علوم تشارلز شيبارد ثلاث مرات للتميز في منشورات الأساليب المختبرية. 
خلال جائحة الإنفلونزا H1N1 عام 2009 أجرت كاتز وفريقها دراسات مصلية، وقدمت الدعم المختبري للتحقيقات الوبائية المصليّة وقدمت الدعم التقني لشركاء الصحة العامة. باستخدام أنظمة النماذج الحالية درس فريقها خصائص الفوعة (شدة المرض) وقابلية فيروسات جائحة H1N1 عام 2009 مقارنة بالفيروسات الموسمية. قدم هذا البحث منصة للتقييم المستمر لاستراتيجيات الوقاية والعلاج المتعددة ضد عدوة تلك الجائحة.
حصلت كاتز على تعيين مساعد في جامعة إيموري في قسمي علم الأحياء الدقيقة والمناعة، وهو عضو مساعد في هيئة التدريس في الدراسات العليا في برنامج المناعة والأمراض الجزيئية في كلية لاني للدراسات العليا وقسم العلوم البيولوجية والطبية الحيوية. تعمل أيضًا كمحرر مشارك للجمعية الدولية للإنفلونزا وأمراض فيروسات الجهاز التنفسي الأخرى ونائب الرئيس المشارك للجمعية الدولية للإنفلونزا وفيروسات الجهاز التنفسي الأخرى. تم توثيق عمل كاتز في أكثر من 290 مقالة بحثية تمت مراجعتها من قبل الأقران ومراجعات وفصول من الكتب. في أواخر عام 2014 تم تعيين كاتز مديرًا للمركز المتعاون مع منظمة الصحة العالمية بأتلانتا لمراقبة الأنفلونزا وعلم الأوبئة ومكافحتها. في الوقت نفسه ، أصبحت نائبة مدير قسم الإنفلونزا بالوكالة بالمركز الوطني للتحصين وأمراض الجهاز التنفسي وعملت كمدير بالإنابة بشكل متقطع خلال 2014-2015. 